# Liste versetzter Kirchengebäude

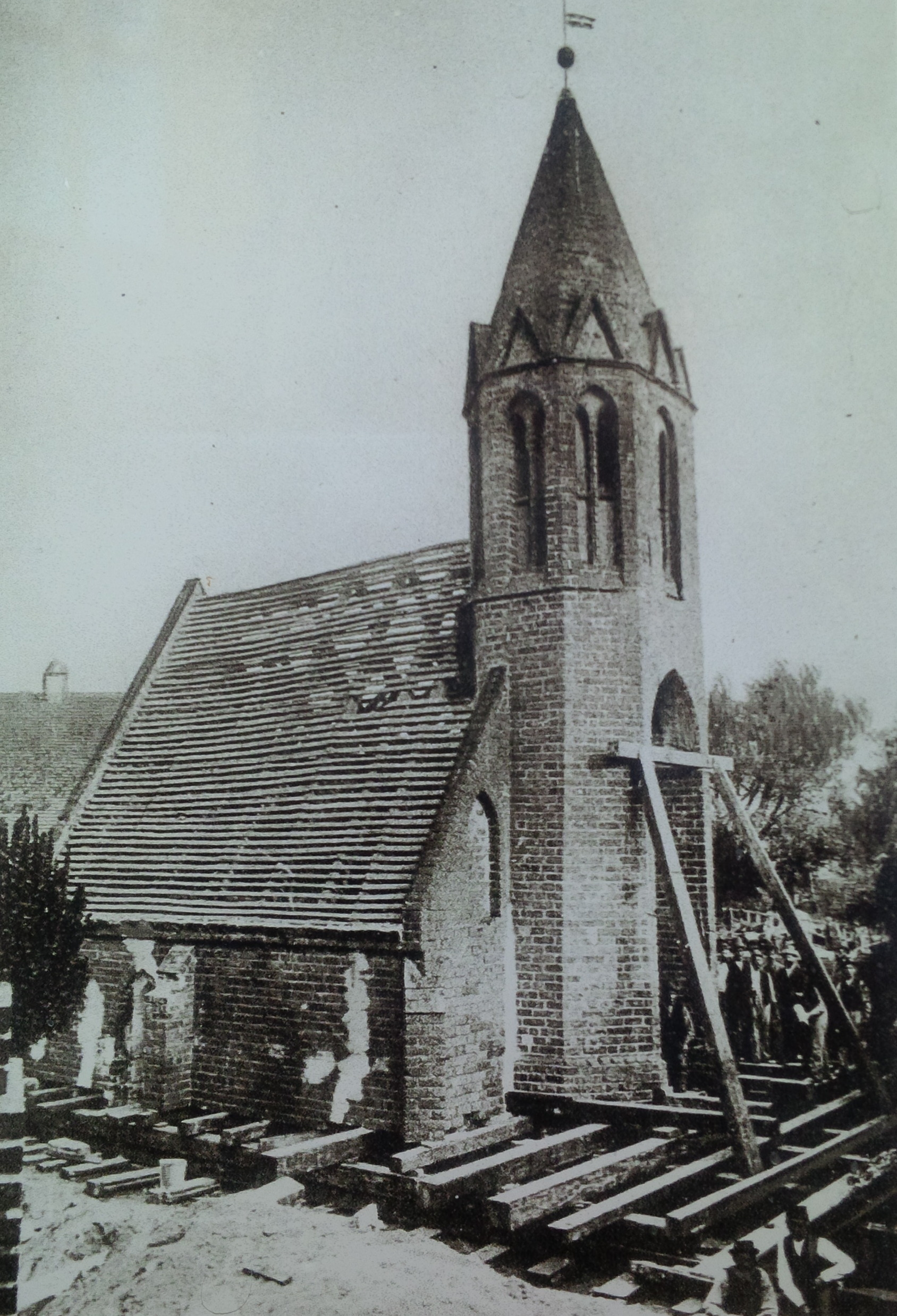
Umsetzung der Jakobskapelle in Brandenburg 1892

Diese Liste enthält Kirchen, Kapellen und Teile von Kirchengebäuden, die an einen anderen Standort versetzt wurden.

## Geschichte
Die meisten umgesetzten Kirchen waren Holzkirchen.
Bereits im 18. Jahrhundert wurden einige im Karpatenvorland an anderen Orten wieder aufgebaut (jetzt in Hradec Králové, Prag-Smíchov und Nová Paka).
1846 erfolgte die Umsetzung der Georgskapelle in Bonn. In dieser Zeit gab es weitere Verlegungen von Holzkirchen in und aus Norwegen (Stabkirche Gol, Stabkirche Wang nach Schlesien). 
Im frühen 20. Jahrhundert gab es die technisch aufwändigen Umsetzungen der Kapelle St. Jakob in Brandenburg und des Chors des Paulinerklosters Braunschweig.
In den USA wurden auch Kirchengebäude aus Europa wieder aufgebaut (Detroit, North Miamy Beach).
Drei Kirchen in ostdeutschen Braunkohleabbaugebieten konnten durch Versetzung gerettet werden (Ossig, Pritzen). Besonders spektakulär war die Verlagerung eines ganzen Kirchengebäudes nach Borna in Sachsen 2007.

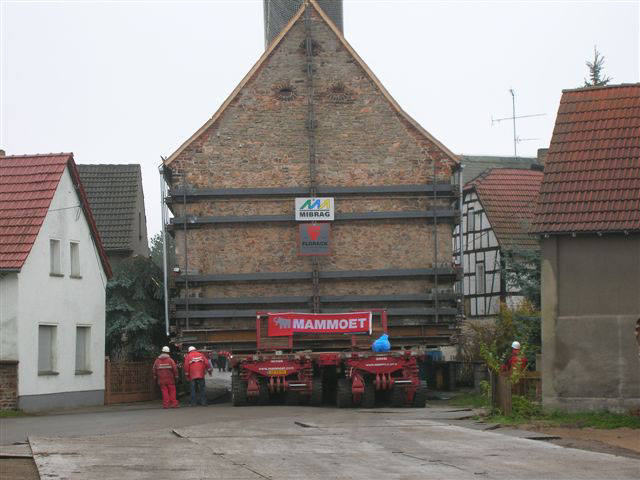
Transport der Emmauskirche nach Borna 2007

## Deutschland

### Baden-Württemberg
- 14-Heiligen-Kapelle Gamburg, vom Taubertal auf den Neuberg versetzt
- Birkenkapelle Hundheim, versetzt, damit eine Quelle unter der Kapelle keinen Schaden mehr anrichten konnte
- Calvarienberg Gundelsheim, mit Bildstöcken und Kreuzigungsgruppe
- Rektorskapelle Tauberbischofsheim, vom Rand des Taubertals auf den Hammberg versetzt
- Sebastianskapelle in Balgheim, vom südlichen Ortsrand an den Burghaldenweg nördlich des Ortes versetzt.

### Bayern
Die versetzten Kapellen in Bayern sind meist kleine Bauten an Feldwegen.
- Heilig-Kreuz-Kapelle Eltmann
- Holzkapelle Gschwendt
- Feldkapelle Mindelaltheim
- Kümmerniskapelle (Pastetten)
- Jetzkapelle

### Berlin
- Wichernkirche Hakenfelde (Wanderkirche), 1897 erbaut, zweimal umgesetzt

### Brandenburg
- Kapelle St. Jakob Brandenburg, 1892 im Ganzen um einige Meter versetzt
- Dorfkirche Pritzen nach Spremberg
- Waldkapelle Großwudicke nach Jerchel (Milower Land)

### Hessen
Im Hessenpark befinden sich mindestens drei wiederaufgebaute Kirchen, (sowie auch zwei Synagogen)
- Kirche aus Kohlgrund
- Kapelle aus Lollar
- Fachwerkkapelle aus Niederhörlen

Weitere Kirchen
- Evangelische Kirche in Götzen
- Evangelische Kirche in Ilsdorf
- Evangelische Kirche in Klein-Eichen
- Evangelische Kirche in Neu-Berich
- Heilig-Kreuz-Kapelle in Michelstadt

### Mecklenburg-Vorpommern
- Dorfkirche Dargelütz, jetzt im Freilichtmuseum Klockenhagen
- Holzkapelle Ralswiek

### Niedersachsen
- Chor des Paulinerklosters Braunschweig, um 1908 umgesetzt
- St. Michael Dahlenburg, Barackenkirche von 1945
- Kripplein Christi in Glandorf, Wegekapelle

### Nordrhein-Westfalen
- Wegekapelle Abtshof
- Georgskapelle Bonn, gotische Kapelle, umgesetzt 1846/47
- Schlosskapelle Herten
- Matthiaskapelle, wegen des Kohletagebaus nach Jülich/Neu Lich-Steinstraß umgesetzt
- Marienkapelle, wegen des Kohletagebaus nach Kerpen/Manheim-neu umgesetzt
- Stahlkirche, 1929 in Köln, 1932 in Essen, 1942 zerstört
- Waldenburger Kapelle

### Saarland
- St. Joseph in Mettlach

### Sachsen
- Emmauskirche Borna, 2007 versetzt
- Hoffnungskirche Görlitz-Königshufen, aus Ossig
- Wehrkirche Lauterbach im Erzgebirge

### Sachsen-Anhalt
- Teile der Wallfahrtskapelle zum Ölberg in Magdeburg
- Stabkirche Stiege im Harz, 2022 versetzt
- Friedhofskapelle Weißenfels

## Weitere europäische Länder

### Frankreich
- Fassade des Zisterzienserklosters Bonnefont in St-Ferréol in Touille
- St-Fiacre (Concarneau)
- Kreuzgang von Bonnefont
- Kreuzgang von Saint-Sever-de-Rustan

### Großbritannien
- St Mary Aldermanbury

### Italien
- Sala Santa Rita
- Santa Maria della Spina

### Liechtenstein
- Johanneskirche Vaduz

### Norwegen
- Stabkirche Gol, im 19. Jahrhundert versetzt
- Emigrantkyrkja in Sletta, aus den USA

### Österreich
- Christuskirche in Hengsberg
- Holzkirchlein in Langenzersdorf
- Kirche zur Liebe Gottes in Pressbaum
- Trinitatiskirche in Stadl-Paura
- Göppelkreuz-Kapelle in Wien-Favoriten

### Polen
In Polen wurden unter anderem einige Holzkirchen der ukrainischen griechisch-katholischen Minderheit im Karpatenvorland an andere Orte versetzt.
- Evangelische Kirche Bytom-Bobrek
- Mariä-Schutz-Kirche Godkowo, im früheren Ostpreußen, umgesetzt aus Südpolen
- St. Johannes Apostel und Evangelist Harenda
- Erzengel-Michael-Kirche Katowice
- Mariä-Entschlafens-Kirche in Rozdziele
- Stabkirche Wang, um 1840 aus Norwegen
- Mariä-Geburt-Kirche Warschau

### Rumänien
- Holzkirche von Rogoz

### Russland
- Malyje Korely, Freilichtmuseum mit fünf Kirchen, die seit dem 17. Jahrhundert erbaut wurden
- Museum für Holzarchitektur in Susdal, mit drei Holzkirchen aus dem 18. Jahrhundert
- St. Nikolaikirche in Ulan-Ude

### Schweden
- Stadtpark Jonköping, mit Holzkirche aus Seglora, aus dem 14./16. Jahrhundert
- Freilichtmuseum Skansen in Stockholm, mit Bäckaby kyrka
- Kirche von Kiruna

### Slowakei
In der Slowakei wurden unter anderem Kirchengebäude in Freilichtmuseen gebracht und wiederaufgebaut. Hierzu zählen:
- hölzerne römisch-katholische Stephanskirche im Museum des slowakischen Dorfes in Martin, aus Rudno versetzt
- hölzerne griechisch-katholische Erzengel-Michael-Kirche im Freilichtmuseum Stará Ľubovňa, aus Matysová versetzt
- frühgotische Marienkirche im Museum des Liptauer Dorfes Pribylina, aus Liptovská Mara versetzt
- gotische hölzerne Elisabethkirche im Museum des Orava-Dorfes in Zuberec-Brestová, aus Zábrež versetzt
- griechisch-katholische Kirche im Museum der Volksarchitektur in Bardejovské Kúpele (Stadt Bardejov), aus Mikulášová versetzt
- hölzerne Erzengel-Michael-Kirche in der Ausstellung der Volksarchitektur und Wohnkultur beim Schloss Humenné, aus Nová Sedlica versetzt

Auch außerhalb von Freilichtmuseen gibt es Beispiele:
- Artikularkirche in Svätý Kríž, in den 1970er Jahren aus Paludza versetzt
- Presbyterium der mittelalterlichen Andreaskirche in Koš, 2000 wegen Bodensenkungen um zwei Kilometer versetzt, die übrige Kirche wurde abgerissen

### Tschechien
In Tschechien wurden einige ursprünglich ukrainische Holzkirchen aus dem Karpatenvorland neu aufgebaut
- Allerheiligenkirche in Dobříkov
- Kirche St. Prokop und Barbara bei Končice
- Nikolaikirche in Hradec Králové, aus Karpatenvorland, um 1750 erstmals umgesetzt
- Holzkirche Nova Paka, 1930 umgesetzt
- Kirche der heiligen Paraskiva Blansko, 1936 bis 1937 umgesetzt
- Erzengel-Michael-Kirche in Praha-Smíchov, 1929 umgesetzt

Die Kirche Mariä Himmelfahrt in Most wurde ebenfalls versetzt
- Mariä Himmelfahrt Kirche Most

### Ukraine
- Georgskirche Drohobytsch

## Außereuropäische Länder

### Australien
- Harrisville Uniting Church

### China
- Erlöserkirche in Beijing (Peking)

### USA

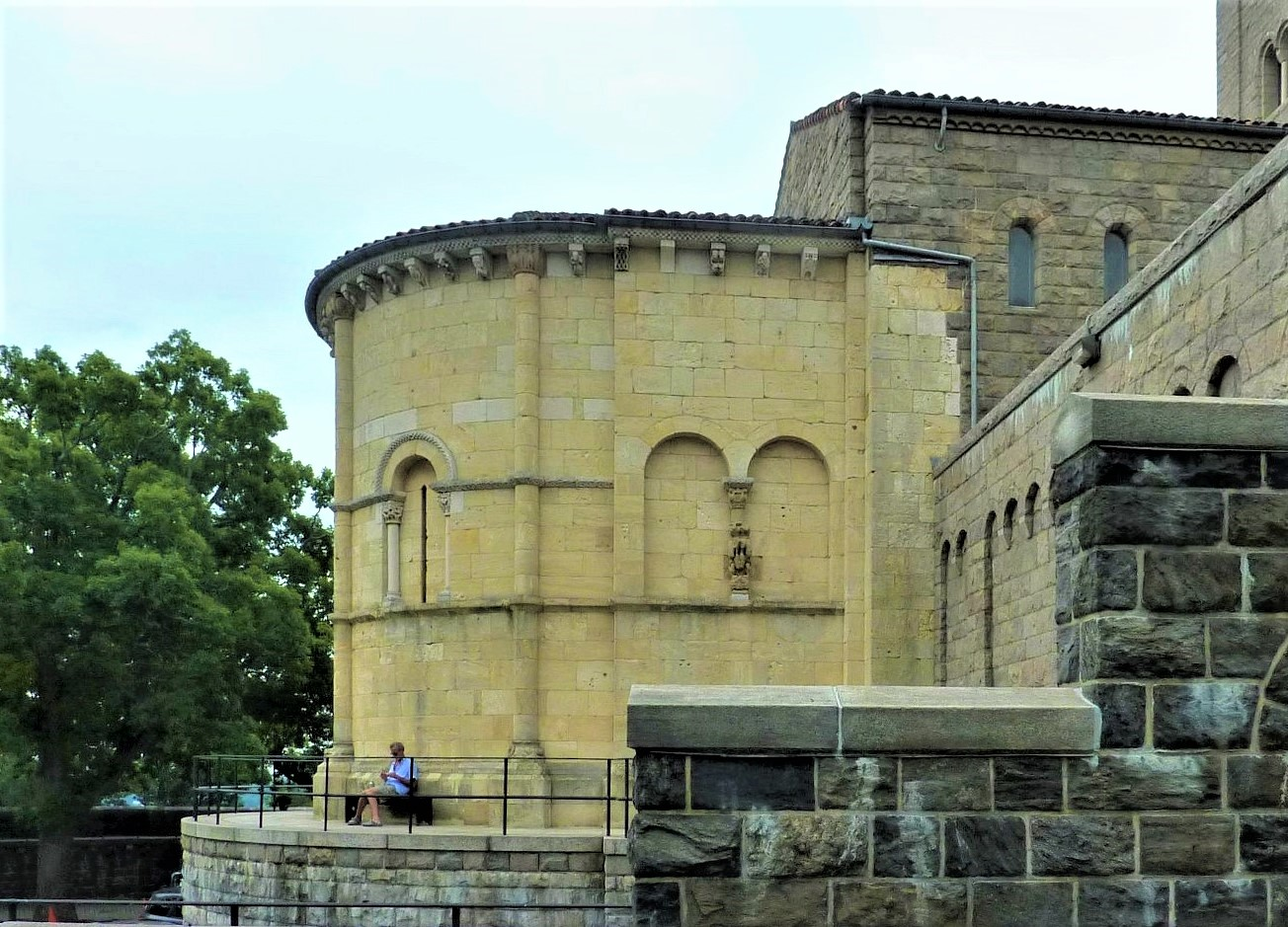
Die Fuentidueña Chapel als Teil des Museums The Cloisters

- Gothic Chapel in Detroit, aus Frankreich transloziert
- Chapel Hill Bible Church bei Marlboro, New York
- St Joan of Arc in Milwaukee
- Ancient Spanish Monastery in North Miami Beach, Teile eines Zisterzienserklosters aus Spanien
- White Memorial Chapel in Salt Lake City, Utah
- Steilacoom Catholic Church im Bundesstaat Washington
- als Teil des Museums The Cloisters in New York City:
  - Fuentidueña Chapel aus Spanien transloziert
  - Langon Chapel aus Langon (Gironde) in Frankreich transloziert